# Парацератеријум
Парацератеријум (такође познат под називима Индрицотеријум и Балукитеријум) изумрли је род џиновских безрогих сисара из породице Hyracodontidae, сличних носорогу, који су настањивали Европу и Азију за време епохе олигоцена.
Први фосил је откривен у Белуџистану, 1910. године, за вријеме једне експедиције енглеског палеонтолога и директора Музеја зоологије универзитета у Кембриџу.

## Опис
Сматра се највећим познатим копненим сисаром, чија је највећа врста у одраслом добу достизала тежину од 11 тона. Највећи примерак био је висок 4,8 метара и тежио је 17 тона. Парацератеријум је био биљојед, који се хранио лишћем са дрвећа помоћу својих кљовастих горњих зуба усмерених према доле, који су се поклапали са зубима у доњој вилици, усмереним према напред.